# Alfa Romeo Nuvola
Alfa Romeo Nuvola — концепт-кар от итальянского автопроизводителя Alfa Romeo.

## Технические данные
Концепт был представлен на Международном Парижском автосалоне в 1996 году. Модель представляет собой двухдверное купе, оснащенное 2,5 л. (2,492 см³) двигателем V6 60-градусов с двумя спаренными турбинами и 6-ступенчатой механической коробкой передач. Всё это выдавало мощность в 300 л. с. (221 кВт) при 6000 об/мин и крутящий момент равнялся 386 Н/м при 3000 об/мин. Максимальная скорость автомобиля была 280 км/ч (174 миль/ч), а разгон с 0 до 97 км/ч (60 миль/я) был равен 6 секундам. Nuvola была названа в честь легендарного итальянского гонщика Тацио Нуволари. Концепт Nuvola представляет собой модель с установленным спереди двигателем и полным приводом на все колёса.
Модель построена на разделённой трубной алюминиевой раме с кузовом из полиэстера, из которого можно разработать и обработать любой вариант кузова: от купе до универсала.
Прототип был сделан в одном экземпляре и в данное время находится на хранении в Музее Alfa Romeo в Арезе, Италия.